# Ernst von Malortie

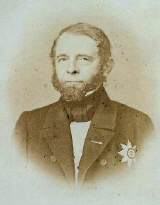
Ernst von Malortie

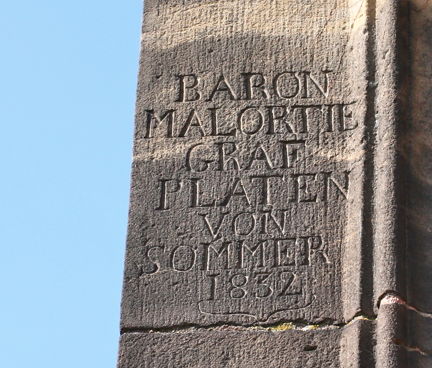
Inschrift am Straßburger Münster von dem jungen Baron und Reisebegleitern auf der oberen Aussichtsplattform.

Baron Carl Otto Unico Ernst von Malortie (* 15. November 1804 in Linden; † 11. Oktober 1887 in Hannover) war Jurist, Oberhofmarschall und leitender Minister des Königreichs Hannover, dazu Autor und Gastrosoph.

## Leben

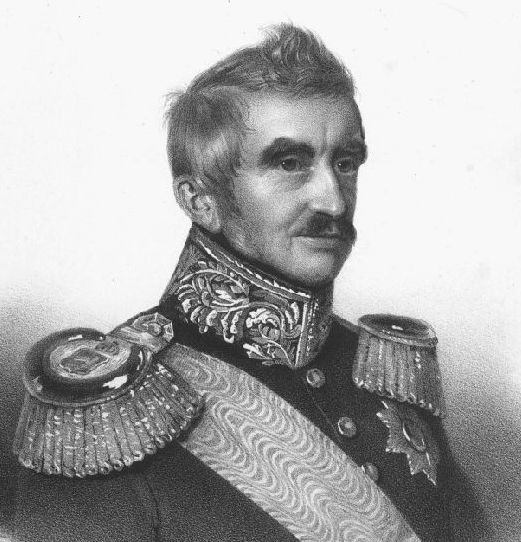
Ernst von Malorties Vater Ferdinand

Malortie entstammte einer alten französischen Adelsfamilie und wurde auf Gut Linden bei Hannover geboren. Er war der Sohn von Ferdinand von Malortie (1771–1847) und Sabine Luise Julia von Platen-Hallermund (1780–1826). Er besuchte das Ratsgymnasium in Hannover. Von 1823 bis 1826 studierte er Rechtswissenschaften an der Universität Göttingen. Dort wurde er Mitglied des Corps Hannovera. Nach dem Studium trat der aus einer französischen Refugiéfamilie stammende v. Malortie in den Hannöverschen Verwaltungsdienst ein und wurde 1826 zunächst Amtsauditor in Hannover und Syke (1827). 1829 trat er als Assessor und Hilfsarbeiter in die Land-Drostei in Hannover ein.
1836 wurde er zunächst Kammerjunker und Hofmarschall des Herzogs Ernst August von Cumberland (dem späteren König Ernst August von Hannover), 1837 dessen Kammerherr und Reisemarschall.
Malortie entwickelte das höfische Zeremoniell bis zur Perfektion: 1842 veröffentlichte er sein Hauptwerk Der Hof-Marschall. Handbuch zur Einrichtung und Führung eines Hofhalts, das sich zum Standardwerk entwickelte. 1846 erhielt er die Ehrendoktorwürde der Universität Göttingen.
Malortie wurde 1846 Verwalter der Königlichen Gärten, Bauten sowie der Königlichen Privatschatulle. 1851 wurde er zum Oberhofmarschall ernannt. 1860 saß er im „engeren Ausschuß des Comités für die Errichtung des Ernst-August-Denkmals“ 1862 wurde von Malortie, unter Beibehaltung des Amtes des Oberhofmarschalls, zum Staatsminister und zum Minister des Königlichen Hauses berufen. Mit der Annexion Hannovers durch Preußen 1866 verlor Malortie „alle Ämter, schloss sich aber nicht der welfischen Bewegung an“. Er war Mitglied der Naturforschenden Gesellschaft zu Emden und der botanischen Klasse der Leopoldina.

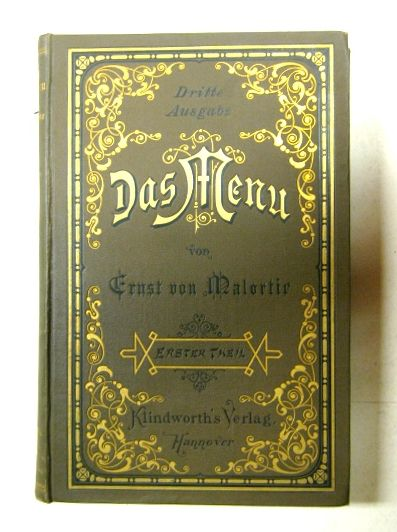
Erster Teil des Buches Das Menu von Ernst von Malortie, erschienen 1888 beim Klindworth’s Verlag, Hannover.

Malortie betätigte sich als angesehener Schriftsteller. Er verfasste eine große Anzahl historischer Schriften. Hervorzuheben ist sein Handbuch für die Leitung eines fürstlichen Hofhaltes, welches 1842 unter dem Titel Der Hofmarschal erschien und große Anerkennung fand. Im Jahre 1878 erschien die erste Auflage seines Werkes Das Menu, dem 1880 der zweite Teil Die Feine Küche folgte. Sein Werk Das Menue galt im 19. Jahrhundert als das Standardwerk der Kochkunst bis zum Erscheinen von Auguste Escoffiers Guide Culinaire im Jahr 1902. Die erste Auflage war bereits im ersten Jahr ihres Erscheinens vergriffen. Malortie selbst schrieb darüber in seiner Familiengeschichte:

„Dieses Werk hatte durchschlagenden Erfolg und befestigte des Verfassers Ruhm als Hofmarschall glänzend aufs neue. Das Buch ist zunächst für reiche Privathäuser bestimmt, hat aber auch bei den europäischen Höfen große Anerkennung gefunden und alsbald eine hervorragende Stelle unter den Kochbüchern eingenommen. Die Wissenschaft hat solches als einen Beitrag zur Kulturgeschichte begrüßt und so fand es eine selten allgemeine Aufnahme weit über Deutschlands Grenzen hinaus. Die angesehensten Zeitungen und Journale haben die günstigsten Beurtheilungen gebracht. Selten hat wohl ein Haushaltsbuch ähnliche Triumphe gefeiert!“

Daneben wirkte er ab 1851 als Präsident des Komitees des Museums und des Kunstvereins Hannover. Außerdem engagierte er sich bei der Errichtung des 1862 eröffneten „Königlichen Welfenmuseums“. Er war maßgeblich an der Gründung der Hannoverschen Genossenschaft des Johanniterordens (damals dort genannt Der Johanniterorden – Königreich Hannover) im Jahre 1864 beteiligt, die noch im selben Jahr von König Georg V. von Hannover mit dessen ausdrücklichem Wohlwollen als juristische Person anerkannt wurde. Von 1864 bis 1887 war er Regierender Kommendator der Hannoverschen Genossenschaft des Johanniterordens.
Malortie war nicht verheiratet und stiftete von seinem ansehnlichen Vermögen einen Familienfideikommiss, welcher von Hermann von Malortie, dem Sohn seines Bruders Hermann und dessen Frau Karoline, geb. Gräfin von Bismarck, weitergeführt wurde.
Die Bronzestatuette Malorties, gefertigt von dem Bildhauer Carl Dopmeyer, befindet sich als Dauerleihgabe der Letter-Stiftung im Historischen Museum Hannover.

## Auszeichnungen
- 1846 Ehrendoktor der philosophischen Fakultät der Universität Göttingen der Ehrendoktor verliehen.[1]
- 1860 wurde er zum „Wirklichen Geheimen Rat“ ernannt und trug das Prädikat Exzellenz.[1]

Laut dem Innentitel seines Werkes Der Hofmarschall... trug er folgende Orden und Auszeichnungen:
- Kommandeur des Königlichen Hannoverschen Guelphen-Ordens erster Klasse
- (23. Oktober 1844) goldenes Großkreuz des Großherzoglich Oldenburgischen Haus- und Verdienstordens
- Ritter des Königlich Preußischen Roten Adler-Ordens zweiter Klasse mit dem Stern
- (26. November 1845) Kommandeur erster Klasse des Kurhessischen Hausordens vom Goldenen Löwen
- Großherzoglich Sachsen-Weimarschen Falken-Orden
- Herzoglich Braunschweigschen Orden Heinrichs des Löwen
- (Januar 1843 Komtur I. Klasse) Herzoglich Sachsen Ernestinischen Hausorden
- Herzoglich Anhaltschen Bären-Ordens
- Ritter des Königlich Preußischen St. Johanniter-Ordens

weiter wurden ihm folgende Orden verliehen
- 5. Juni 1851 Großkreuz des Kurhessischen Hausordens vom Goldenen Löwen
- 11. November 1852 Großkreuz des Königlich sächsischen Albrechts-Ordens
- 27. April 1856 Großkreuz des Großherzoglich luxemburgischen Ordens der Eichenkrone
- 28. Mai 1857 Großkreuz des Großherzoglich sächsischen Hausordens der Wachsamkeit oder vom weißen Falken
- Großkreuz des Großherzoglich badenschen Ordens vom Zähringer Löwen
- Großkreuz des Königlich norwegischen St. Olavordens
- Großkreuz des Königlich schwedischen Schwertordens
- Großkreuz des Königlich belgischen Leopoldsordens
- Großkreuz des Königlich hannoverschen Ernst-Augustordens
- Großkreuz des Königlich hannoverschen Guelphen-Ordens

## Weitere Ehrungen
- 1925 wurde die Malortiestraße in Hannover-Herrenhausen angelegt.[2]
- Der Botaniker und Hofgärtner der Herrenhäuser Gärten Heinrich Ludolph Wendland benannte eine heute auch als Reinhardtia bekannte Unterart der Arecaceae nach ihm als Malortiea H. Wendl.

## Schriften
- Der Hofmarschall. Handbuch zur Einrichtung und Führung eines Hofhalts. Hahnsche Hof-Buchhandlung, Hannover 1842. 2., sehr vermehrte Auflage: 1846; archive.org. 3. Auflage 1867.
- Der Hannoversche Hof unter dem Kurfürsten Ernst August und der Kurfürstin Sophie. Hahn, Hannover 1847, books.google.com.
- Die Verwaltung herrschaftlicher Bauten und Gärten. Hahn, Hannover 1853; Textarchiv – Internet Archive.
- König Ernst August. Hahn, Hannover 1861; archive.org.
- Beiträge zur Geschichte des Braunschweig-Lüneburgischen Hauses und Hofes. 7 Hefte, Hahn, Hannover 1860–1884. Erstes Heft – books.google.com – Drittes Heft, archive.org – Viertes Heft,books.google.com – Fünftes Heft, archive.org.
- Historische Nachrichten der Familie von Malortie von 1132–1872. Klindworth, Hannover 1872 Digitalisat
- Das Menu. 2 Bände. 3. Auflage. Klindworth, Hannover 1887/1888; slub-dresden.de

## Grabmal des Ernst von Malortie

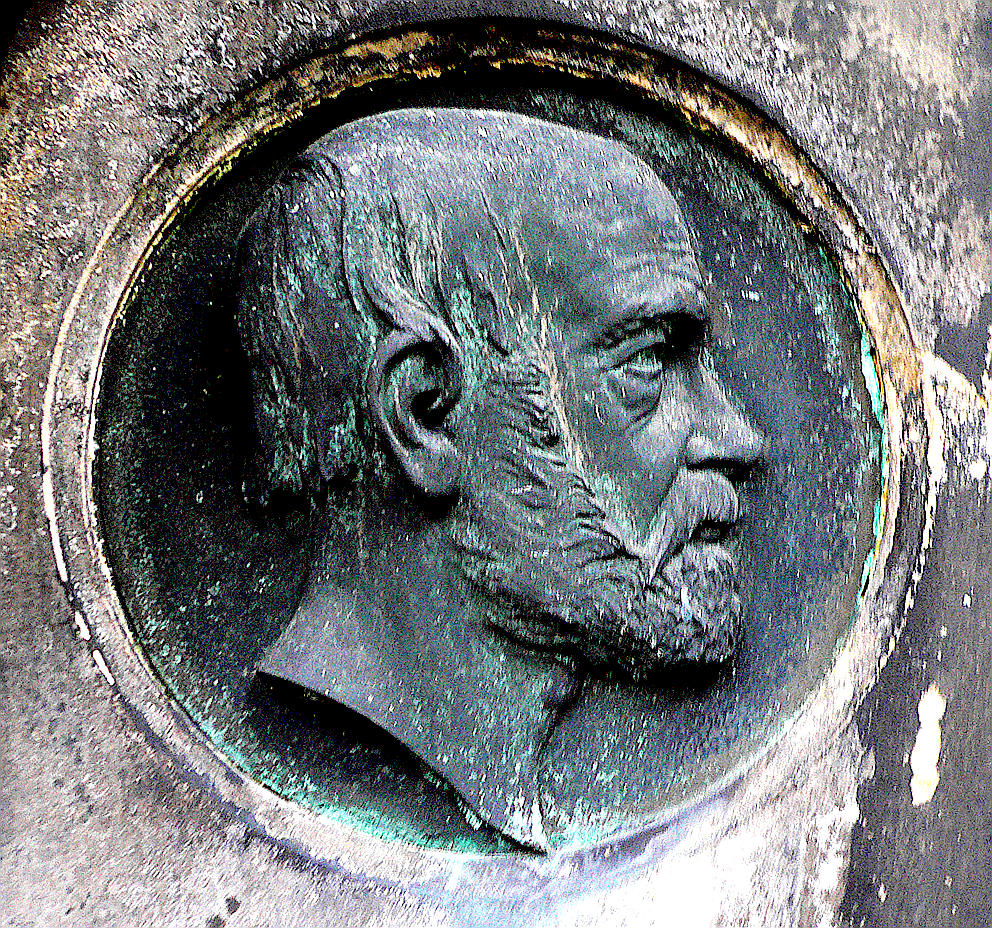
Porträt an Ernst von Malorties Grabmal

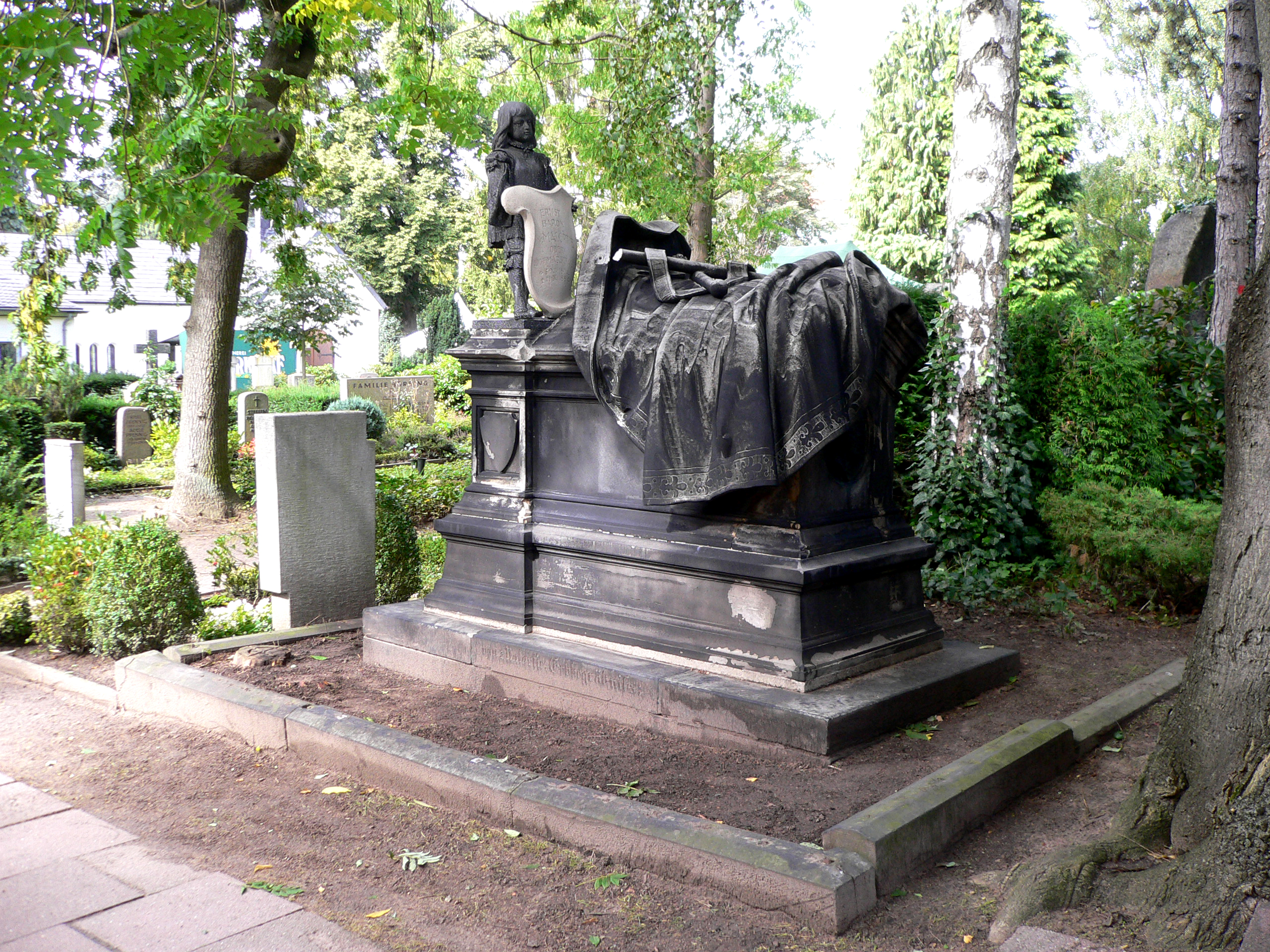
Ernst von Malorties Grabmal auf dem Herrenhäuser Friedhof

Malortie wurde in seinem Erbbegräbnis auf dem Herrenhäuser Friedhof beigesetzt, an dessen Entstehung er als Oberhofmarschall maßgeblich beteiligt war.

## Nachlass
Offenbar aus privaten Interesse ließ sich Malortie um 1860 ein Album mit Fotografien von Kunstwerken aus dem Besitz der Welfen herstellen. Dieses „Malortie-Album“ verwahrt das Niedersächsische Hauptstaatsarchiv Hannover.